# Korenmolen Waardenburg
De Molen van Waardenburg is een zeskantige rietgedekte grondzeiler, een maalvaardige korenmolen langs de rivierdijk de Waalbandijk en in het bezit van de gemeente West Betuwe. De huidige molenaar, A. Roefs, is lid van het Gilde van Molenaars.
De molen en de aangrenzende volkstuintjes zijn beschermd dorpsgezicht.

## Constructie
- Romp: De molen staat op een hoge gemetselde zeskantige voet met pilasters
- Kap: gedekt met riet
- Vlucht: 23,50 m.
- Wiekenvorm: Oudhollands
- Kruiwerk: Engels met 22 rollen; kruihaspel
- Vang: Vlaamse vang; vangbalk met haak; vangstok
- Inrichting: 1 koppel 16der blauwe en 1 koppel 16der kunststenen; sleepluiwerk
- Overbrenging:

Bovenwiel 63 kammen
Bovenschijf 31 staven, steek 12,0 cm.
Spoorwiel 60 kammen
Steenschijven 19 staven, steek 10,0 cm.
Overbrengingsverhouding 1:6,42.

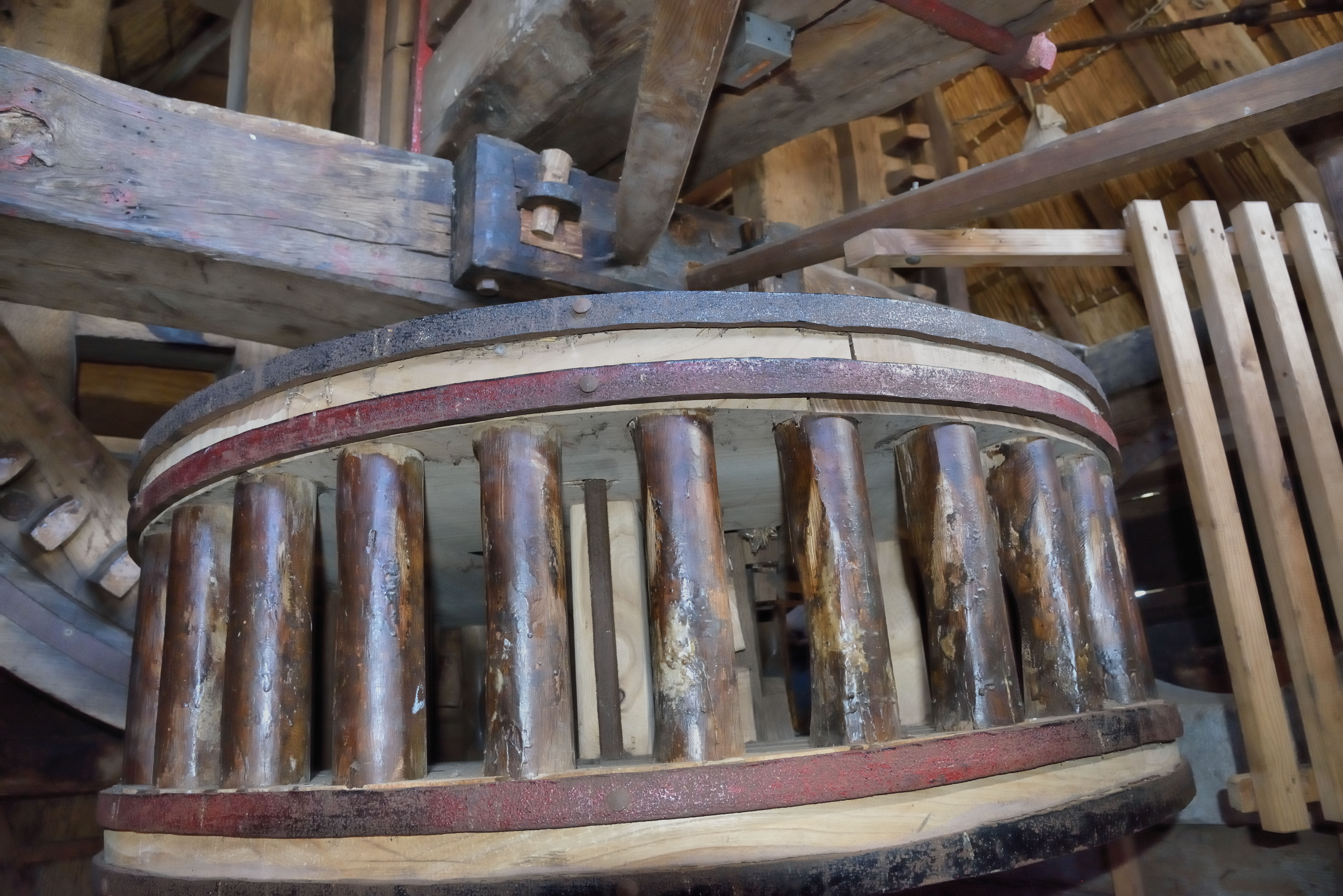
Bovenschijfloop
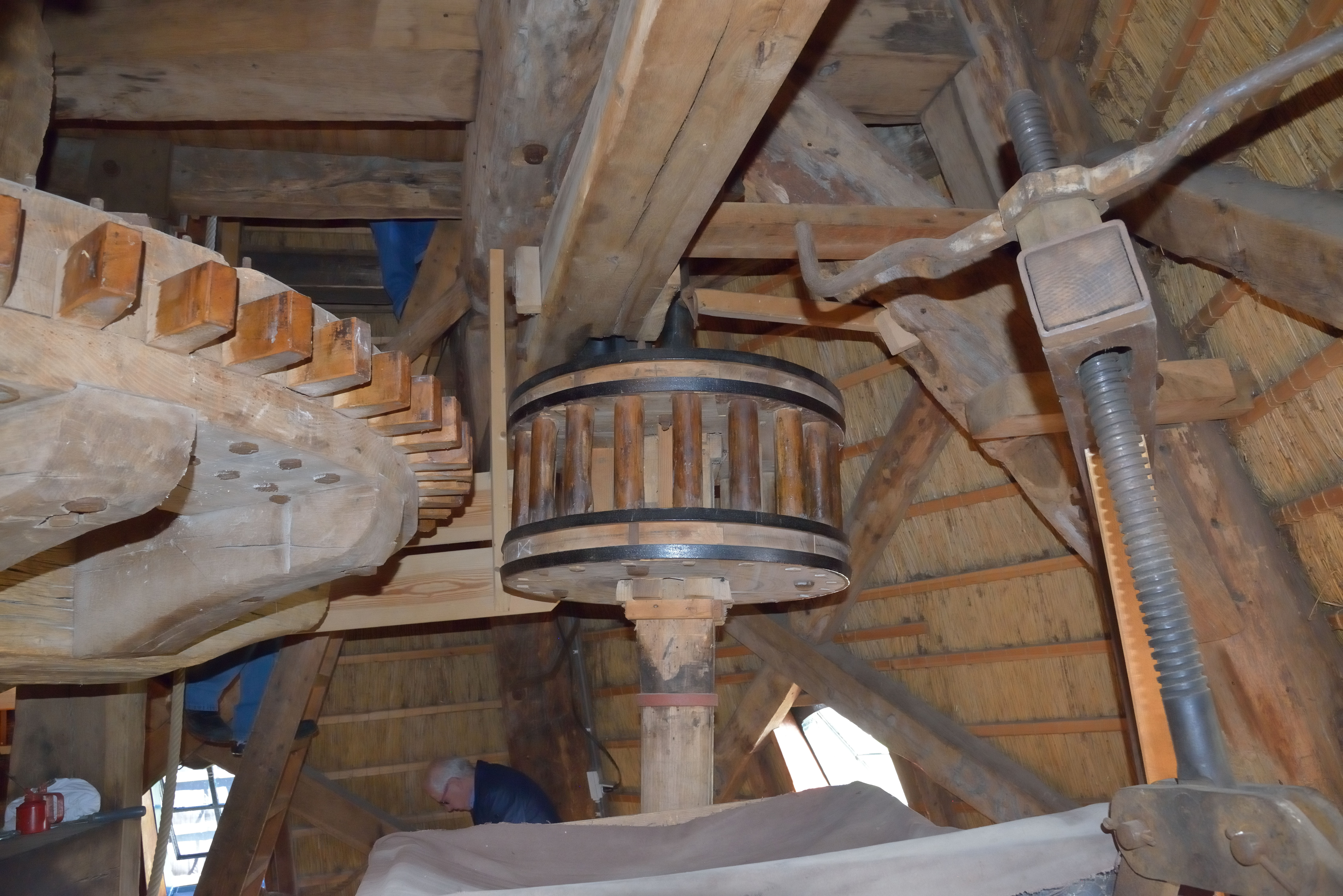
Spoorwiel met steenschijfloop
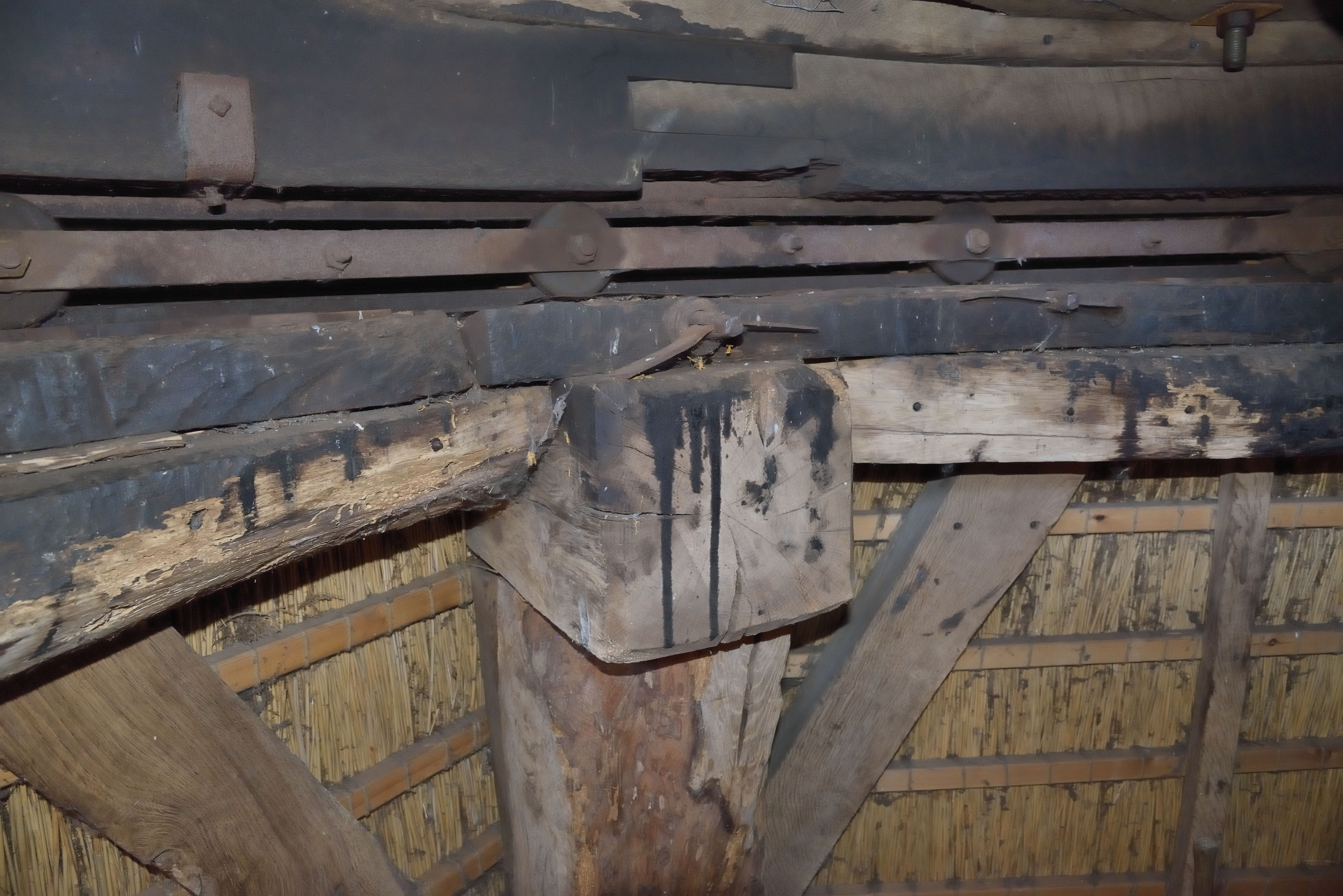
Boventafelement met blokkeel
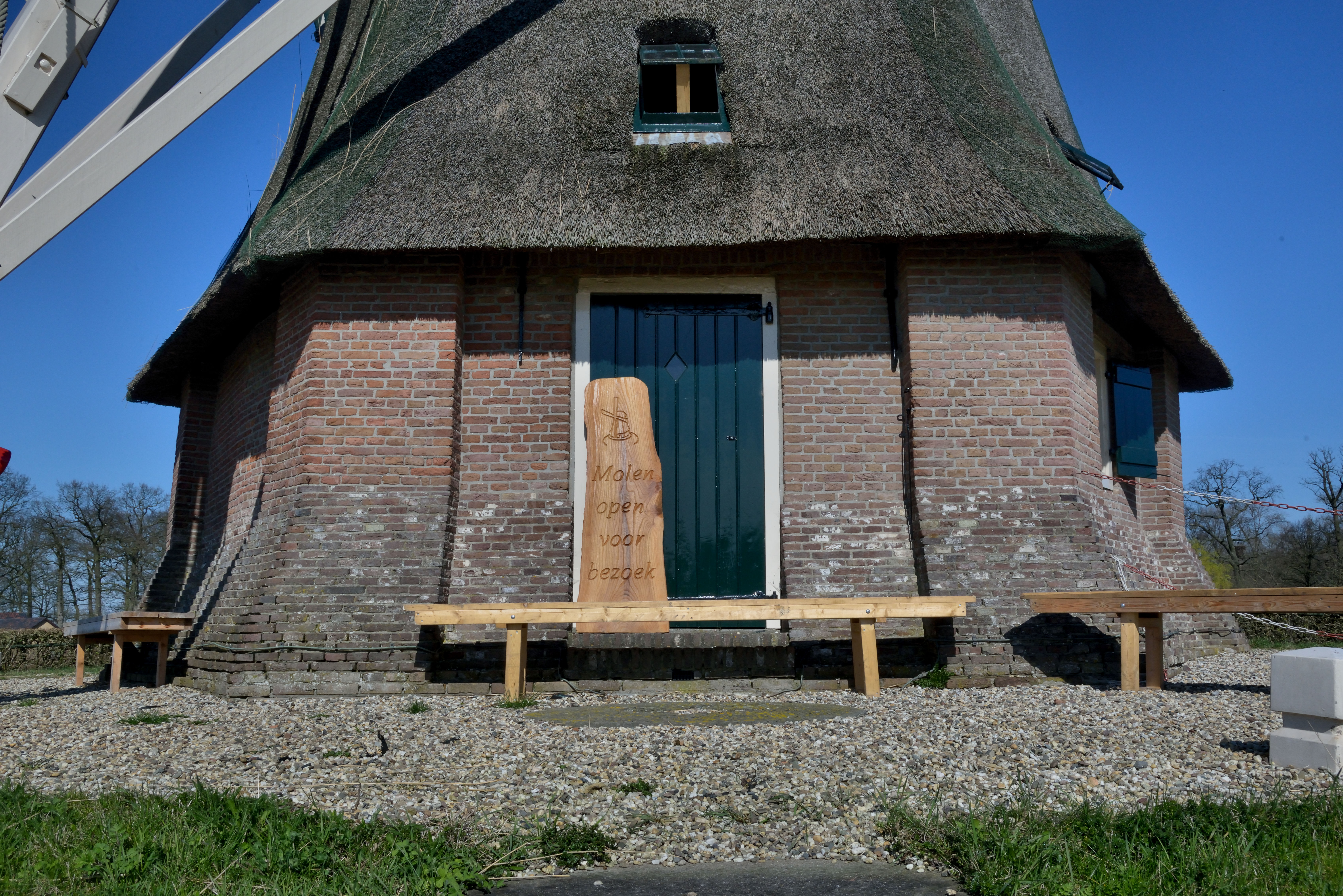
Stenen voet
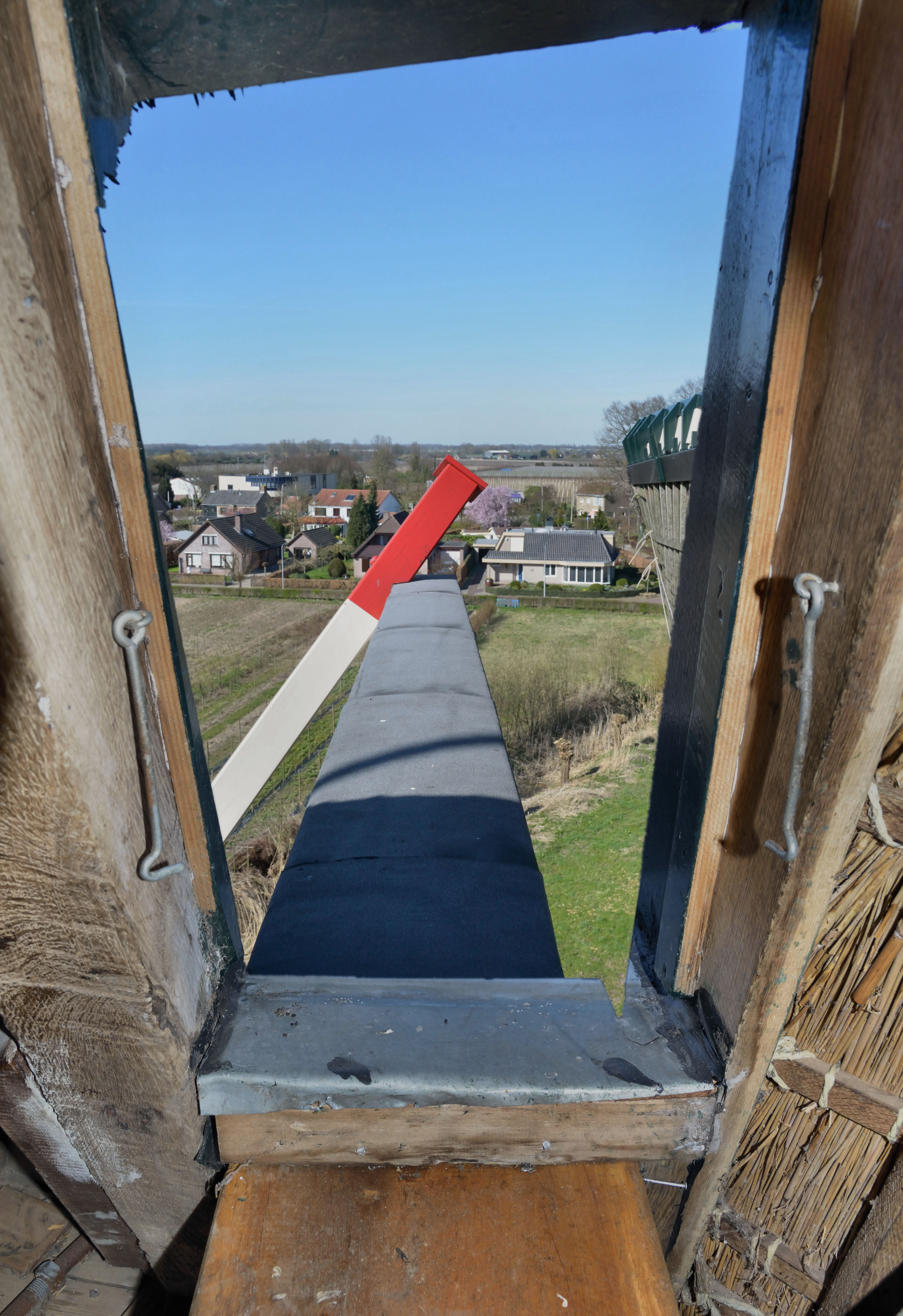
Zicht op Waardenburg
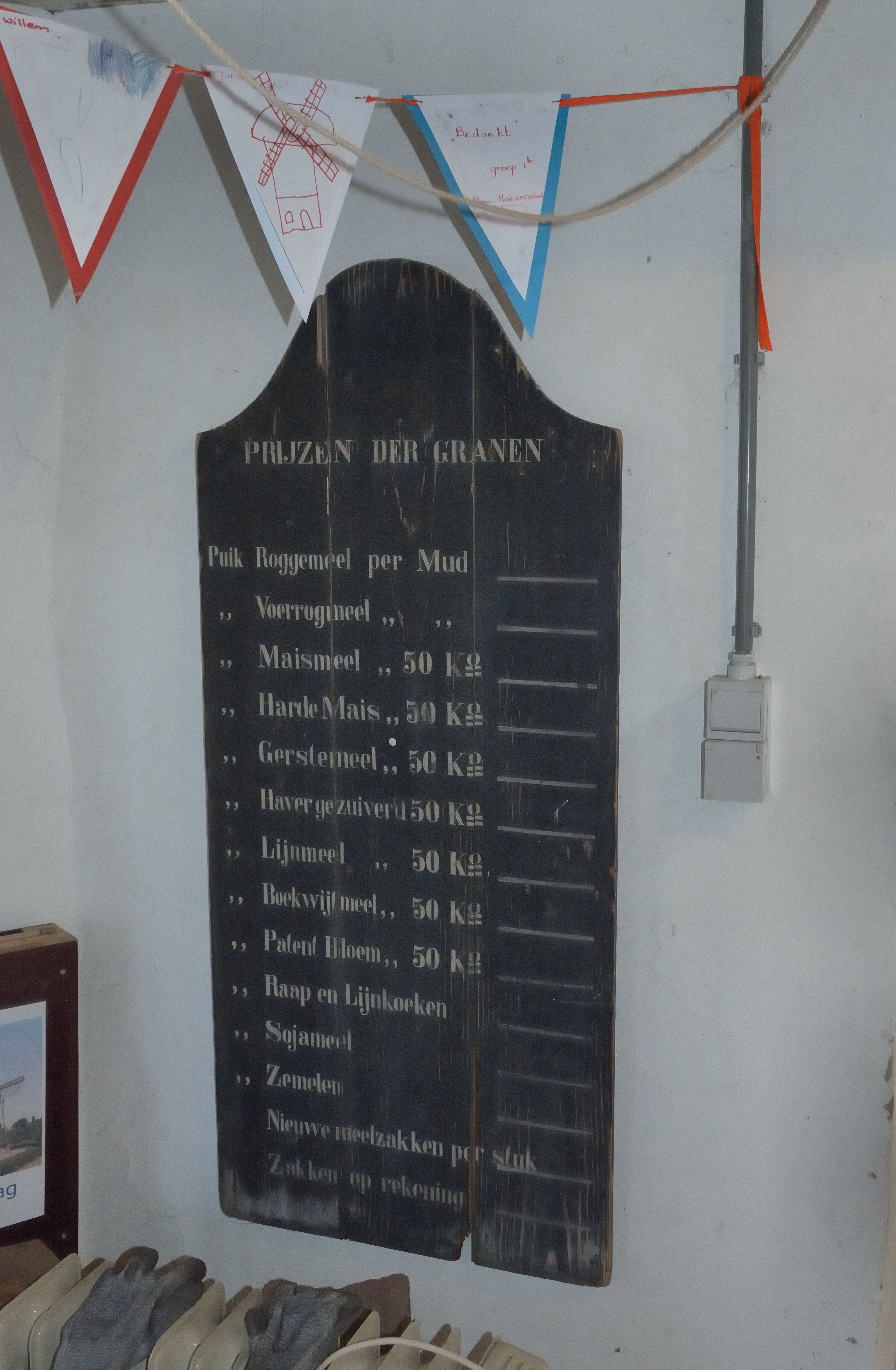
Prijslijst

## Geschiedenis
Voor 1780 stond op de plaats van deze korenmolen bijna zeker een standerdmolen, ook wel staakmolen genoemd. De standerdmolen is omgewaaid, weer hersteld, en rond 1780 definitief afgebroken en vervangen door de huidige zeskante molen. In de huidige molen zijn nog onderdelen van de oude standerdmolen terug te vinden.
De molen, gelegen aan de Waalbandijk, werd meer dan 200 jaar bemalen en gepacht door de familie van Aken. Tijdens de Eerste Wereldoorlog (1914-1918) is de molen gebruikt voor het opwekken van elektriciteit door molenaar A. van Ielen.
Vroeger behoorde de molen, samen met het Kasteel Waardenburg, het T-boerderij 't Molenhuis en andere bijbehorende gebouwen tot de goederen van de heerlijkheid Waardenburg die in de 18de eeuw in het bezit was van het geslacht Van Aylva. De goederen werden in de 19de eeuw bezit van de Van Pallandts door vererving, en in 1964 verkocht Jonkvrouwe J.E. baronesse van Pallandt van Waardenburg en Neerijnen de molen aan de gemeente Waardenburg, die in 1978 opging in de huidige gemeente Neerijnen.
Als gevolg van de watersnood in 1995 werd de aangrenzende Waalbandijk verzwaard en opgehoogd, waardoor de molen de wind letterlijk en figuurlijk uit de zeilen werd genomen. Om de molen weer naar behoren te laten functioneren werd hij 1,5 meter verhoogd met behulp van luchtkussens en stalen stempels. Na het verhogen van de molen is de voet volledig gerestaureerd.
Sinds 2009 is de molen eigendom van Geldersch Landschap & Kasteelen.